# Трускавец
Трускаве́ц (укр. Трускаве́ць) — город в Дрогобычском районе Львовской области Украины. Административный центр Трускавецкой городской общины. Бальнеологический курорт, в прошлом курорт всесоюзного значения.
Расположен в предгорьях Украинских Карпат, на высоте 400 м, к югу в 84 км от Львова, в 9 км от Дрогобыча. Конечная станция железнодорожной ветки от станции Дрогобыч, курсирует поезд из Киева, Днепропетровска, электрички и автобусы из Львова.
С XIX века известен своими целебными источниками и реабилитационными центрами. Около 20 санаториев на 500—1000 мест, поликлиники, водолечебница, множество мелких частных пансионатов. Город опоясывает кольцевая автодорога радиусом около километра, длиной 7,4 км (15 минут пешком от центра). Из запруженных ручьёв создано три искусственных водоёма за чертой города. На склонах гор — смешанные леса (дуб, бук, пихта, ель и другие виды деревьев).
Население города составляет около 29 000 человек. Число отдыхающих на курорте ежемесячно составляет в среднем 13 000 человек; активно использовался для отдыха «детей-чернобыльцев».

## История

### Ранняя история
Первое письменное упоминание о Трускавце относится к 1427 году. Археологические находки, в частности, римский боевой чекан, датируемый IV столетием нашей эры, свидетельствуют о том, что территория современного города могла быть ареной боевых действий готов и прикарпатских племён во главе с карпами — с одной стороны, и легионами Римской империи — с другой.
Происхождение названия города до конца точно неизвестно. Согласно основной исторической версии, название «Трускавец» происходит от славянского имени Трушко или Трусько, со временем видоизменённого в Труськович, Трускавец. Другие учёные считают, что на название повлиял литовский язык. По-литовски druska — это «соль», а Прикарпатье (в том числе соседний Дрогобыч) — известный центр солеварения. С этим промыслом связаны названия многих населённых пунктов Львовщины, например: Старая Соль, Ясеница Сольная, Солец, Солонсько. В пользу этого варианта свидетельствуют тесные межгосударственные отношения Галицко-Волынского княжества и Великого Княжества Литовского в XII—XV веках. Кроме того, существует популярная, но мало правдоподобная версия, согласно которой наименование «Трускавец» представляет собой видоизменённую форму польского слова «truskawka», обозначающего землянику садовую. Тем не менее эта ягода появилась в Европе только после 1714 года, а название города встречается уже в XV веке.
В начале своего существования Трускавец, скорее всего, был собственностью галицко-волынских князей, а после завоевания княжества Польшей трускавецкие земли попали в собственность польских королей, землевладения которых, так называемая «королевщина» сдавалась в аренду феодалам. Известно, что шляхтичами-держателями трускавецкого имения в 1462 году были братья Иван и Станислав Корытки. Около 1518 года город вошёл в состав Дрогобычского староства.
В 1772 году, после первого раздела Речи Посполитой, Трускавец стал собственностью австрийского императора.
В Трускавце остался самый старый бювет, который был основан в XIX веке.

### Австрийский и польский период
В 1827 году к местной корчме пристроили небольшое помещение для первых 8 сероводородных ванн — на месте источника сульфидной минеральной воды, образовавшегося в результате бурения при поисках нефти, — и это со временем стало считаться датой официального учреждения бальнеологического курорта.
Хотя лечебные свойства трускавецких вод были известны давно, впервые их описал королевский врач Войцех Очко в 1578 году. Рафаэль Жончинский (Г. Ржончинский), автор учебника «Гистория натуральна», который был издан в 1721 году, указал, что в Трускавце, как и в других сёлах Дрогобыччины, добывали нефть, а воду, которая её сопровождает, крестьяне пили для лечения многих болезней. Первые серьёзные работы провели здесь немецкие учёные Н. Фихтель и Б. Хаке. Станислав Сташиц в небольшой работе, которая вышла из печати в 1805 году, писал, что, кроме соли, здесь добывают озокерит и нефть, из которой путём перегонки получают керосин, используемый для освещения улиц. Впоследствии было открыто ещё несколько источников, воды которых использовались для питьевого лечения: в 1833 году — солёно-горький источник «Мария», в 1835 году — гидрокарбонатно-сульфатный кальциево-магниевый «Нафтуся», в 1842 году — хлоридно-сульфатный «София», в 1858 году — источники сульфидных вод «Эммануил» и «Анна». Химический анализ минеральной воды «Нафтуся» был впервые проведён аптекарем из Жолквы К. Штеллером в 1832 году, и львовским учёным, аптекарем и химиком Теодором Торосевичем в 1836 году. Тогда же появилась первая научная статья о влиянии трускавецких минеральных вод на человеческий организм. Были построены бальнео- и торфо-лечебницы. С 1860-х годов курорт, принадлежащий государству, был передан в аренду акционерному обществу, а затем перешёл во владение частных лиц. В то же время возрастает значение Трускавца в Австро-Венгерской империи — в 1860-х годах количество посетителей курорта перевалило за тысячу в год. В 1892 году здесь было построено помещение для ингаляций системы Вашмута. Трускавец поднялся к уровню здравниц европейского значения, строились отели, виллы, пансионаты.
|                                                                    |                                                                                        |                                                                                          |                                 |                     |
| Источник «Эдвард» — памятник архитектуры, первый Бювет в Трускавце | Вилла «Гопляна», летняя резиденция бургомистра Раймонда Яроша, ныне музей имени Биласа | Вилла «Поґонь» — одна из старейших вилл Трускавца, которые сохранились до нашего времени | Вилла «Анастасия», ул. Шевченко | Католический костёл |

В 1900 году на курорте был открыт памятник Адаму Мицкевичу. В начале XX века развивалась инфраструктура, были построены новая водолечебница и объездная дорога. В 1911 году Трускавец переходит в руки союза (коммерческого акционерного общества), который возглавлял Раймонд Ярош. Новый хозяин провёл электрическое освещение для улиц и территории парка. В 1909 году была построена железная дорога с небольшой станцией, а уже в 1912 году было возведено здание нового вокзала. Трускавец был непосредственно связан железнодорожным сообщением со Львовом, Веной, Прагой, Варшавой, Краковом, Познанью, Берлином. В 1913 году за большие успехи в развитии курорта Трускавец был награждён Большой золотой медалью.
О развитии курорта в межвоенной Польше (1918—1939) свидетельствуют цифры. Были построены бальнеолечебница, бюветы и павильоны минеральных источников, частные гостиницы и пансионаты. Курорт функционировал только в летний сезон, лечение осуществлялось частнопрактикующими врачами, было относительно дорого и в преобладающем большинстве случаев малодоступно широким слоям населения. Если в 1923 году здесь было 6080 отдыхающих, то уже в 1927 году количество гостей резко выросло — до 12 633 человек. В 1931 году курорт посетило 14 659 человек, а сезон 1933 года обозначился крупным для своего времени числом в 17 000 отдыхающих.
17 августа 1929 года освящён и открыт Музей естественных наук.

### Украинская ССР
24 сентября 1939 года Трускавец занят советскими войсками. 1 ноября 1939 года западные земли Украины официально вошли в состав Украинской ССР. К этому времени здесь было 147 частных вилл и пансионатов; на их базе были открыты 8 санаториев на 1500 мест, лечение в которых проходило круглогодично. Значительные разрушения и огромный ущерб курорту принесла Вторая мировая война. Впрочем, уже в 1945 году здесь создаётся несколько санаториев; в первые послевоенные годы (1945—1946) были проведены большие работы по восстановлению курортного хозяйства. В последующие годы осуществлялось интенсивное курортное строительство. С 1947 года наряду с бальнеологическим лечением начали применять теплолечение в виде аппликации озокерита, получаемого из Бориславского месторождения.
|                  |              |                                  |                 |                         |
| Бывший пансионат | Народный дом | Курортный реабилитационный центр | Вилла «Олимпия» | Памятник Ивану Павлу ІІ |

В 1948 году Трускавец стал городом районного подчинения, с 1951 года — город областного подчинения. Со временем Трускавец получил статус всесоюзной здравницы, в короткий срок превратившись в один из крупнейших курортов союзного значения, который ежегодно посещали десятки тысяч человек.
С 1947 года на курорте используется новый метод теплового лечения бориславским озокеритом. В 1949 году создана гидрорежимная эксплуатационная станция, началось комплексное научное исследование лечебных факторов. Построена новая водолечебница с озокеритобольницей, модернизирован бювет, пропускная способность которого к тому времени уже составляла 30 тысяч человек в сутки.
В 1977 году здесь был построен пансионат «Днипро» (архитекторы О. Радомский и Л. Кролышин).

### Современность
В городе из общекурортных учреждений имеются два бювета минеральной воды, две бальнеоозокеритолечебницы (центральная водолечебница, озокеритолечебница; БФО (на 2000 посещений)), ингаляторий, курзал, две курортные поликлиники, общекурортный диагностический центр на базе Центральной курортной поликлиники. Функционируют (на первую половину 1980-х годов) 14 санаториев (около 10 тысяч мест), в том числе 8 профсоюзных (5000 мест) {наиболее крупные отмечены ниже}; ныне — 20 санаториев, 21 пансионат и отели (всего свыше 14 тысяч мест).
 Организовано амбулаторно-курсовочное лечение; приезжающие больные размещаются в пансионате, гостиницах и у местных жителей; для их обслуживания имеется также платная поликлиника. Кроме того, функционирует отделение (филиал клиники) Одесского НИИ курортологии.
С 1 января 2000 года функционирует Специальная экономическая зона (СЭЗ) туристско-рекреационного типа «Курортополис Трускавец», которая создана на период 20 лет в административно-территориальных границах города Трускавца. СЭЗ «Курортополис Трускавец» можно считать узкоспециализированной свободной экономической зоной, приоритетной целью которой являются содействие развитию санаторно-курортного хозяйства, медицины и здравоохранения.

## Население
По результатам всеукраинской переписи населения 2001 года в городе проживало 22 489 человек (91,5 % по отношению к переписи 1989 года), из них украинцев — 20 997 человек (93,37 % от всего населения), русских — 1 134 человек (5,04 %), поляков — 88 человек (0,39 %), белорусов — 77 человек (0,34 %).

### Языковой состав
Родной язык населения по данным переписи 2001 года:
| Язык       | Численность, чел. | Доля     |
| ---------- | ----------------- | -------- |
| Украинский | 21 190            | 94,22 %  |
| Русский    | 1 123             | 4,99 %   |
| Другое     | 176               | 0,79 %   |
| Итого      | 22 489            | 100,00 % |

Украинский язык является основным и единственным официальным языком города.

## Климат
Климат окрестностей курорта умеренно континентальный. Для Трускавца характерен тёплый и умеренно-влажный микроклимат. Здесь недолгая, мягкая и снежная зима; часто отмечаются оттепели, в связи с чем снежный покров неустойчив. Весна наступает в первой половине марта, но морозные дни могут отмечаться почти до середины апреля. Лето тёплое, с чередованием солнечных и облачных дней; осень длительная, сухая и тёплая. Средняя температура января — −6,0 °C, июля — +18,5—20,0 °C.
Суммарное количество осадков за год в Трускавце вместе с окрестностями составляет 763—827 мм, не намного превышая эти показатели на известных курортах России и Крыма (Пятигорск — 584 мм, Кисловодск — 672 мм, Ялта — 577 мм). Наибольшее количество осадков в Трускавце выпадает в конце весны и начале лета, меньше всего — в зимний период.
Для Трускавца характерна достаточно высокая влажность воздуха (в зимний период — 78-79 %, летом около 80 %), пониженное атмосферное давление, его показатели в течение года колеблются в пределах около 725—742 мм рт. ст. Высокая влажность воздуха особенно заметна утром и вечером, днем она почти равна оптимальной, благодаря этому несмотря на достаточно высокую температуру воздуха, в начале дня и вечером здесь относительно прохладно.
Самые влажные месяцы в году — это август и октябрь, а самые сухие — апрель и май. Число дней с туманностью обычно не превышает 20-25 дней в году. Где-то столько же и с грозами. Облачных дней в году в среднем 100, солнечных и ясных — около 98. Максимальная облачность в Трускавце наблюдается в ноябре, менее облачно — в июле и сентябре.

## Санаторно-курортное лечение
Трускавец — экологически чистая зона. В окрестностях располагаются земные (естественные самоизливающиеся) и подземные (выведенные на поверхность) минеральные воды с четырнадцатью источниками: «Нафтуся», «Юзя», «Мария», «София», «Бронислава» и другие; месторождение «горного воска» (озокерита) находится в четырёх километрах от курорта в городе Бориславе. Имеется трускавецкая соль «Барбара», которую добывают из высокоминерализованной рапы (соляного раствора).
Основной природный лечебный фактор — минеральные воды, различные по химическому составу и минерализации. В Трускавце имеется свыше 25 минеральных источников.
Наиболее известна минеральная вода «Нафтуся» — гидрокарбонатно-сульфатная кальциево-магниевая с минерализацией 0,7 г/л.
На курорте осуществляется лечение больных с заболеваниями:
- воспалительные процессы печени и желчевыводящих путей в стадии ремиссии;
- желчекаменная болезнь без осложнений, а также в послеоперационном периоде;
- нарушения моторики желчевыводящих путей;
- остаточные явления болезни Боткина;
- хронические воспалительные процессы почек и мочевыводящих путей без повышения артериального давления;
- мочекаменная болезнь, состояние после оперативного и инструментального удаления камней через 1,5—2 месяца;
- половые нарушения у мужчин;
- нарушения обменных процессов (сахарный диабет, подагра и другие);
- болезни желудка;
- имеющие сопутствующие заболеваниям сердечно-сосудистой системы[10].

Помимо «Нафтуси», есть также другие минеральные воды источники № 1, № 2, № 12, минеральная вода № 3 («Бронислава»), которые используются в виде ванн, орошений, промываний толстого кишечника, гидромассажа дёсен, ингаляций.

### Санатории
- Алмаз (ЗАО Трускавецкурорт)
- Аркада
- Арника
- Батьківщина (Родина) — первый на Украине (1981) бальнеологический санаторий для инвалидов и участников Великой Отечественной войны
- Берёзка
- Виктор
- Весна
- Военный клинический санаторий (ТЦВКС)
- Джерело (Источник; 200 мест, в ведении органов здравоохранения) — предназначен для лечения детей
- Днепр-Бескид
- Женева (ранее подростковый, Имени 50-летия Великого Октября, 532 места, ведомственный)
- Карпаты
- Конвалія (Ландыш)
- Кристалл (ЗАО Трускавецкурорт)
- Кристина (ЗАО Трускавецкурорт)
- Кришталевий палац (Хрустальный дворец; 500 мест, ведомственный)
- Лыбидь (Лыбедь)
- Лесная песня
- Молдова
- Перлина Прикарпаття (Жемчужина Прикарпатья)
- Південний (Южный)
- Рубин (ЗАО Трускавецкурорт), временно не работает
- Трускавец (ведомственный; СБУ)
- Трускавецький
- Шахтёр (230 мест)
- Янтарь (ЗАО Трускавецкурорт), временно не работает
- RIXOS (Rixos-Прикарпатье)
- Шале «Грааль» (Лечебно-рекреационный курортный комплекс)
- Свитязянка
- Свитязь

Организовано амбулаторно-курсовочное лечение; приезжающие больные размещаются в пансионате, гостиницах и у местных жителей; для их обслуживания имеется также платная поликлиника. Кроме того, функционирует отделение (филиал клиники) Одесского НИИ курортологии.
Нынешний Трускавец принимает около полумиллиона курортников в год.

### Гостиницы
- «Трускавец 365»
- «Алькор»
- «Бескид»
- «Белый лотос»
- «Весна»
- «Галант»
- «Грин Парк»
- «Дворик Льва»
- «Династия»
- «Домашний»
- «Европа»
- «Золотая корона»
- «Клейнод»
- «Клуб Ph»
- «Пятый океан» (бывший «Карпаты Премиум»)
- «Лесная песня»
- «Мариот Медикал Центр»
- «Наби»
- «Нафтуся»
- ОК «Замок»
- «Ориана»
- «Оскар»
- «Премьер»
- «РеВита»
- «Rixos Прикарпатье»
- «Сани»
- «Сенатор»
- «Соламия»
- «Трускавец»
- «Свитязянка»
- «Марта»
- «Хелли»
- «Юрмала»
- «Red Stone»
- «Гермес»
- «Старый Видень»
- «Миротель»
- «Моцарт»

### Медицинские центры
- «Клиника Печерских»
- «Мед-Палас»
- «Юникомед»

### Альтернативные места лечения
Курорт в горах Сходница. Курорт Моршин в 30 км от Трускавца специализируется на хронических заболеваниях желудка, кишечника, поджелудочной железы.

## Достопримечательности
Прогулки по Трускавцу и его живописным окрестностям. В 3 км к югу от Трускавца расположен лесной массив (урочище) Помярки, где находится озеро, образовавшееся на месте бывших разработок озокерита, — место купаний; вблизи озера — минеральные источники. Также имеются минеральные источники, воду которых используют для ванн. В Трускавце создано водохранилище (пляж, лодочная станция).

## Отражение в культуре
В 1977 году был снят художественный фильм «Кто поедет в Трускавец». Трускавец упоминается в песне Гарика Кричевского «Таксист», в песне Олега Митяева «Вечная история» и в украинском телесериале «Віталька» (46 серия). В Трускавце расположен санаторий Национального союза писателей Украины, в котором отдыхали известные украинские писатели, в частности, Иван Драч и Олесь Гончар.

## Города-побратимы
- Ясло (Польша)
- Дольни-Кубин (Словакия)
- Лиманова (Польша)
- Славянск (Украина)
- Санок (Польша)